# Phạm Hữu Nghi
Phạm Hữu Nghi (giản thể: 范有仪; phồn thể: 范有儀; 1797 – 1862) tự Trọng Vũ (仲羽), hiệu Đạm Trai (琰齋), là một quan viên dưới triều nhà Nguyễn trong lịch sử Việt Nam. Ông từng làm quan qua 3 triều vua Minh Mạng, Thiệu Trị, Tự Đức, là người trực tiếp tham gia biên soạn và chỉnh lý bộ Thánh Tổ Nhân hoàng đế thực lục chính biên (tức sách Đại Nam thực lục, phần Chính biên, Đệ nhị kỷ).

## Thân thế
Phạm Hữu Nghi, tên cũ là Phạm Hồng Nghi (范洪儀), sinh năm 1797 tại làng Trừng Giang, huyện Diên Phước (nay thuộc xã Điện Trung, thị xã Điện Bàn), tỉnh Quảng Nam. Theo Mộc bản triều Nguyễn, tổ tiên ông vốn là người Nghệ An, sau di cư vào lập nghiệp ở Quảng Nam. Cha ông là Phạm Văn Vận, một nhà nho đương thời, từng được phong tặng hàm Thái bộc tự Khanh. Phạm Hữu Nghi có một người chị ruột là Phạm Thị Cẩn, cũng là mẹ ruột của danh thần Phạm Phú Thứ. Bà Cẩn mất sớm, để lại ba người con là Phạm Phú Duy, Phạm Phú Thứ và Phạm Phú Lữ, Phạm Hữu Nghi cùng cha mẹ đã đón các cháu về nuôi dưỡng. Về sau, trừ Phạm Phú Lữ mất sớm vì bệnh, còn Phạm Phú Duy và Phạm Phú Thứ đều đỗ đạt và ra làm quan. Phạm Hữu Nghi có hai người con trai là Phạm Hữu Trác và Phạm Hữu Gia, đều từng làm quan bát phẩm trong bộ Binh. Cháu nội ông là tiến sĩ Phạm Liệu, một trong Ngũ Phụng Tề Phi của Quảng Nam dưới triều vua Thành Thái.

## Cuộc đời

### Dưới thời Minh Mạng, Thiệu Trị
Năm 1821, Phạm Hữu Nghi thi đỗ Á nguyên trong kỳ thi Hương trong khoa thi đầu tiên dưới triều vua Minh Mạng. Sau khi thi trượt Tiến sĩ trong kỳ thi Hội, ông không tiếp tục học để thi lại mà trực tiếp ra làm quan. Ông được bổ nhiệm làm Điển bạ, sau thăng dần đến Tu soạn và trở thành Hành nhân sứ bộ trong sứ đoàn sang nhà Thanh để điều đình việc ngoại giao giữa hai nước. Trong chuyến đi sứ đầu tiên này, ông đã biên soạn tập thơ mang tên Sứ Yên tùng vịnh. Tập thơ này bao gồm những bài thơ được ông sáng tác trong suốt thời gian làm sứ, thể hiện cảm nhận về cuộc sống và cảnh vật nơi đất khách. Bên cạnh đó, cũng có những bài thơ được ông ứng tác trong lúc cùng bạn đồng hành thưởng thức rượu và giao lưu với các văn sĩ Trung Hoa thời bấy giờ. Đại Nam liệt truyện trong phần viết về hành trạng của ông, có đoạn: "Hữu Nghi thông các kinh, học rộng, lúc mới sung làm hành nhân, có làm tập Sứ Yên tùng vịnh, danh sĩ ở Trung Quốc cũng đều khen thưởng".
Trên đường về nước, do vi phạm trong đệ trạm không hợp lệ nên Phạm Hữu Nghi bị cách chức, bị phái đi công cán ở Giang Lưu Ba (Jakarta), làm việc để chuộc tội. Sau khi đi công cán trở về, ông được phục chức Tư vụ, rồi thăng làm Chủ sự. Sau đó, ông được điều đi giữ chức Tri phủ tại Bình Định, lần lượt luân chuyển qua các phủ An Nhân, Hoài Đức, Hoài Nhân. Năm Minh Mạng thứ 21 (1840), ông được thăng chức làm Tư nghiệp Quốc Tử Giám (tương đương Phó hiệu trưởng). Đến năm 1841 dưới triều Thiệu Trị, ông được phái ra Nghệ An giữ chức Án sát tỉnh. Nhưng chỉ một thời gian ngắn sau, ông được điều về kinh, thăng làm Quang lộc tự Khanh, bổ nhiệm làm Toản tu tại Sử quán. Với vai trò Toản tu, ông đã tham gia trực tiếp tham gia biên soạn và chỉnh lý Đại Nam liệt truyện tiền biên, Đại Nam thực lục chính biên đệ nhất kỷ và đệ nhị kỷ.

### Dưới thời Tự Đức
Năm đầu tiên dưới triều Tự Đức (1848), Phạm Hữu Nghi đã làm bài phú "Nguyệt trung quế". Sau khi đọc xong, nhà vua cảm thấy rất ưng ý và đã thăng chức ông lên Hữu Tham tri bộ Lễ, đồng thời bổ nhiệm ông làm Giảng quan tại tòa Kinh diên để hàng ngày giảng sách cho vua nghe. Đến năm 1854, khi đang Giảng quan, ông đã dâng sớ tâu xin nhà vua cho thực hiện một chương trình sưu tầm các thể loại như sắc, mệnh, chiếu, cáo, tiên, biểu, thư, sớ, bi ký, lộ bố, cùng với các bài tán tụng, tự và bạt của vua và các công thần được soạn từ năm Gia Long thứ nhất (1802) đến năm Thiệu Trị thứ 7 (1847). Mục đích là để chọn ra những bài xuất sắc, phân loại thành từng bộ môn chuyên ngành và in ấn thành từng tập trong một bộ sách chung, mang tên Đại Nam văn uyển thống biên, nhằm làm mẫu mực cho điển chương trong học thuật. Vua Tự Đức đã khen ngợi và lập tức phê duyệt, giao cho ông phụ trách việc sưu tầm và giám sát khâu khắc in. Bộ sách này do ông làm Tổng tài quản lý việc biên soạn, sau khi khắc in đã cho ra 76 quyển, bao gồm 1421 bài. Đây có thể được coi là một phần của di sản văn hóa Việt Nam nói chung và triều Nguyễn nói riêng. Trong giai đoạn này, ông từng kiêm nhiệm nhiều chức vụ như Thiêm sự phủ Thiêm sự, Hữu Tham tri bộ Lễ kiêm quản ấn triện Hàn Lâm viện.
Năm 1858, khi quân đội Pháp và Tây Ban Nha nổ súng tấn công Đà Nẵng, Phạm Hữu Nghi cùng cháu là Phạm Phú Thứ lúc bấy giờ đang làm việc trong Nội các đã tấu xin vua Tự Đức cho phép các quan lại, thân sĩ, binh lính quê ở Quảng Nam đang ở kinh về tỉnh nhà lập đội nghĩa dũng chống giặc. Tuy nhiên Tự Đức đã từ chối vì cho rằng chưa cần thiết. Đến năm 1862, vì vấn đề tuổi tác và sức khỏe, Phạm Hữu Nghi xin trí sĩ về hưu. Vua Tự Đức đồng ý, đồng thời ban thưởng áo mũ, bạc, lụa. Về quê chưa lâu, ông qua đời vào tháng 3 cùng năm, thọ 66 tuổi. Sau khi tin báo tang đến triều đình, Tự Đức đã ban thêm 500 quan tiền để lo liệu đám tang. Tại làng Trừng Giang hiện nay còn lưu giữ cặp câu đối mà vua Tự Đức đề tặng Phạm Hữu Nghi:
| 史館百年推麗筆 澄江千古穆清風 | Sử quán bách niên thôi lệ bút Trừng Giang thiên cổ mục thanh phong |
|                               |                                                                    |

## Tương quan
Lúc sinh thời, mặc dù làm quan tại triều đình, nhưng Phạm Hữu Nghi luôn quan tâm đến quê hương. Có lần, khi trở về thăm quê, thấy tình trạng sạt lở bãi sông do mùa lũ, ông đã tổ chức một cuộc họp với người dân trong làng. Ông xin đất đai từ các làng lân cận để người dân có thể khai khẩn, tạo dựng một làng mới làm nơi sinh sống cho mọi người. Trong Đại Nam liệt truyện có chép: "Nghi, lúc ngày thường, lưu ý đến quê hương. Khi Nghi ở làng lúc ấy lo nạn bãi sông lở, Nghi bèn họp người làng, mưu xin ruộng của xã Thẩm Lĩnh để cho dân ở. Đến nay dân làng còn ơn". Theo gia phả tộc Phạm Hữu, nhờ những đóng góp này mà Phạm Hữu Nghi được tôn làm "Hậu hiền" của làng.
Không chỉ chăm lo đời sống người dân, ông còn quan tâm đến tôn tạo các công trình văn hóa của khu vực. Hiện tại, Bảo tàng thị xã Điện Bàn đang lưu giữ một số tấm bia, trong đó nổi bật là bia khắc về Văn Từ Phủ – một công trình văn hóa quan trọng trong khu vực. Công trình này được xây dựng nhờ công sức và tài chính của ông cùng với các trí thức khác như: Tiến sĩ Đỗ Thúc Tịnh, Cử nhân Nguyễn Thành Châu, và Tú tài Phạm Phú Hanh... Mục đích là để tôn vinh sự nghiệp giáo dục, tri thức và niềm hiếu học. Riêng ông, ngoài việc đóng góp 20 lạng bạc cho công trình, còn là người trực tiếp soạn thảo văn bia.
Hiện nay, tên ông được sử dụng để đặt tên một con đường tại địa bàn quận Cẩm Lệ, thành phố Đà Nẵng.

## Tác phẩm chính
Về các tác phẩm, Phạm Hữu Nghi có 3 công trình chính được các danh sĩ đương thời truyền tụng và các nhà sử học hiện nay công nhận bao gồm:
- Đại Nam văn uyển thống biên (76 quyển)
- Sứ Yên tùng vịnh (Thơ đi sứ Bắc Kinh)
- Đạm Trai thi tập

Ngoài ra, các nhà nghiên cứu của Viện Nghiên cứu Hán Nôm cho rằng ông còn có 2 công trình khác nữa là Lục phụ võ cử quy trình và Chủng đậu pháp.

## Gia quyến
- Chính thất: Phạm Thị Hượt, thuộc tộc Phạm Viết của làng Xuân Đài. Bà được phong tặng Nhị phẩm Phu nhân.
- Kế thất: Hoàng Thị Ngạn, người làng Phú Xuân, phủ Thừa Thiên, con gái của Hoàng Minh Trí – Tri huyện Diên Phước. Bà được phong tặng Nhị phẩm Phu nhân.
- Trắc thất: Phạm Thị Huệ, người huyện Phù Cát, tỉnh Bình Định. Bà được phong tặng Tứ phẩm Cung nhân. Bà là người sinh hạ tất cả 3 con trai và 10 con gái của Phạm Hữu Nghi.

### Hậu duệ
1. Trưởng tử: Phạm Hữu Đỉnh (tự Trác), nhờ thân phận ấm sinh mà ra làm quan, nhậm chức Chính bát phẩm Phụng phái ở Thái Nguyên. Chính thất là bà Nguyễn Thị Cung, con gái của Phủ doãn tỉnh Thừa Thiên. Phạm Hữu Đỉnh mất khi bà mới 22 tuổi, bà một mình nuôi con đến già, nhờ vậy mà được triều đình ban tặng 4 chữ "Tiết hạnh khả phong" vào năm Khải Định thứ 7 (1922). Hai người có tất cả 3 người con gái và 2 con trai:
  - Phạm Hữu Đức (tự Tá, hiệu Cúc Viên), từng nhậm chức Tư nghiệp Quốc Tử Giám, có 3 con trai và 5 con gái.
  - Phạm Hữu Giảng (tự Du), có 1 con trai và 8 con gái.
2. Thứ tử: Phạm Hữu Như (tự Gia), từng được phong làm Hữu Phó đô Ngự sử, Thái bộc tự Khanh, Trung Phụng Đại phu. Ông có hai người con trai do chính thất sinh ra là Phạm Hữu Nghiễm và Phạm Hữu Liệu (tức Phạm Liệu).

### Phả hệ
|                                     |                                     |                                     |                                     |                                     |                                     |  |  | Thái bộc tự Khanh Phạm Văn Vận       |                                      |                                      |                                      |                                      |                                      |  |  |                                  |                                  |                                  |                                  |                                  |                                  |  |  |                              |                              |                              |                              |                              |                              |  |  |  |  |  |  |  |  |  |  |  |  |  |  |  |  |  |  |  |  |  |  |  |  |
|                                     |                                     |                                     |                                     |                                     |                                     |  |  |                                      |                                      |                                      |                                      |                                      |                                      |  |  |                                  |                                  |                                  |                                  |                                  |                                  |  |  |                              |                              |                              |                              |                              |                              |  |  |  |  |  |  |  |  |  |  |  |  |  |  |  |  |  |  |  |  |  |  |  |  |
|                                     |                                     |                                     |                                     |                                     |                                     |  |  |                                      |                                      |                                      |                                      |                                      |                                      |  |  |                                  |                                  |                                  |                                  |                                  |                                  |  |  |                              |                              |                              |                              |                              |                              |  |  |  |  |  |  |  |  |  |  |  |  |  |  |  |  |  |  |  |  |  |  |  |  |
| Phạm Thị Cẩn                        | Phạm Thị Cẩn                        | Phạm Thị Cẩn                        | Phạm Thị Cẩn                        | Phạm Thị Cẩn                        | Phạm Thị Cẩn                        |  |  |                                      |                                      |                                      |                                      |                                      |                                      |  |  | Lễ bộ Hữu Tham tri Phạm Hữu Nghi | Lễ bộ Hữu Tham tri Phạm Hữu Nghi | Lễ bộ Hữu Tham tri Phạm Hữu Nghi | Lễ bộ Hữu Tham tri Phạm Hữu Nghi | Lễ bộ Hữu Tham tri Phạm Hữu Nghi | Lễ bộ Hữu Tham tri Phạm Hữu Nghi |  |  |                              |                              |                              |                              |                              |                              |  |  |  |  |  |  |  |  |  |  |  |  |  |  |  |  |  |  |  |  |  |  |  |  |
| Phạm Thị Cẩn                        | Phạm Thị Cẩn                        | Phạm Thị Cẩn                        | Phạm Thị Cẩn                        | Phạm Thị Cẩn                        | Phạm Thị Cẩn                        |  |  |                                      |                                      |                                      |                                      |                                      |                                      |  |  | Lễ bộ Hữu Tham tri Phạm Hữu Nghi | Lễ bộ Hữu Tham tri Phạm Hữu Nghi | Lễ bộ Hữu Tham tri Phạm Hữu Nghi | Lễ bộ Hữu Tham tri Phạm Hữu Nghi | Lễ bộ Hữu Tham tri Phạm Hữu Nghi | Lễ bộ Hữu Tham tri Phạm Hữu Nghi |  |  |                              |                              |                              |                              |                              |                              |  |  |  |  |  |  |  |  |  |  |  |  |  |  |  |  |  |  |  |  |  |  |  |  |
|                                     |                                     |                                     |                                     |                                     |                                     |  |  |                                      |                                      |                                      |                                      |                                      |                                      |  |  |                                  |                                  |                                  |                                  |                                  |                                  |  |  |                              |                              |                              |                              |                              |                              |  |  |  |  |  |  |  |  |  |  |  |  |  |  |  |  |  |  |  |  |  |  |  |  |
| Hiệp biện Đại học sĩ Phạm Phú Thứ   | Hiệp biện Đại học sĩ Phạm Phú Thứ   | Hiệp biện Đại học sĩ Phạm Phú Thứ   | Hiệp biện Đại học sĩ Phạm Phú Thứ   | Hiệp biện Đại học sĩ Phạm Phú Thứ   | Hiệp biện Đại học sĩ Phạm Phú Thứ   |  |  | Phụng phái Thái Nguyên Phạm Hữu Đỉnh | Phụng phái Thái Nguyên Phạm Hữu Đỉnh | Phụng phái Thái Nguyên Phạm Hữu Đỉnh | Phụng phái Thái Nguyên Phạm Hữu Đỉnh | Phụng phái Thái Nguyên Phạm Hữu Đỉnh | Phụng phái Thái Nguyên Phạm Hữu Đỉnh |  |  | Phó Đô ngự sử Phạm Hữu Như       | Phó Đô ngự sử Phạm Hữu Như       | Phó Đô ngự sử Phạm Hữu Như       | Phó Đô ngự sử Phạm Hữu Như       | Phó Đô ngự sử Phạm Hữu Như       | Phó Đô ngự sử Phạm Hữu Như       |  |  |                              |                              |                              |                              |                              |                              |  |  |  |  |  |  |  |  |  |  |  |  |  |  |  |  |  |  |  |  |  |  |  |  |
| Hiệp biện Đại học sĩ Phạm Phú Thứ   | Hiệp biện Đại học sĩ Phạm Phú Thứ   | Hiệp biện Đại học sĩ Phạm Phú Thứ   | Hiệp biện Đại học sĩ Phạm Phú Thứ   | Hiệp biện Đại học sĩ Phạm Phú Thứ   | Hiệp biện Đại học sĩ Phạm Phú Thứ   |  |  | Phụng phái Thái Nguyên Phạm Hữu Đỉnh | Phụng phái Thái Nguyên Phạm Hữu Đỉnh | Phụng phái Thái Nguyên Phạm Hữu Đỉnh | Phụng phái Thái Nguyên Phạm Hữu Đỉnh | Phụng phái Thái Nguyên Phạm Hữu Đỉnh | Phụng phái Thái Nguyên Phạm Hữu Đỉnh |  |  | Phó Đô ngự sử Phạm Hữu Như       | Phó Đô ngự sử Phạm Hữu Như       | Phó Đô ngự sử Phạm Hữu Như       | Phó Đô ngự sử Phạm Hữu Như       | Phó Đô ngự sử Phạm Hữu Như       | Phó Đô ngự sử Phạm Hữu Như       |  |  |                              |                              |                              |                              |                              |                              |  |  |  |  |  |  |  |  |  |  |  |  |  |  |  |  |  |  |  |  |  |  |  |  |
|                                     |                                     |                                     |                                     |                                     |                                     |  |  |                                      |                                      |                                      |                                      |                                      |                                      |  |  |                                  |                                  |                                  |                                  |                                  |                                  |  |  |                              |                              |                              |                              |                              |                              |  |  |  |  |  |  |  |  |  |  |  |  |  |  |  |  |  |  |  |  |  |  |  |  |
| Tư nghiệp Quốc Tử Giám Phạm Hữu Đức | Tư nghiệp Quốc Tử Giám Phạm Hữu Đức | Tư nghiệp Quốc Tử Giám Phạm Hữu Đức | Tư nghiệp Quốc Tử Giám Phạm Hữu Đức | Tư nghiệp Quốc Tử Giám Phạm Hữu Đức | Tư nghiệp Quốc Tử Giám Phạm Hữu Đức |  |  | Điển hương Phạm Hữu Giảng            | Điển hương Phạm Hữu Giảng            | Điển hương Phạm Hữu Giảng            | Điển hương Phạm Hữu Giảng            | Điển hương Phạm Hữu Giảng            | Điển hương Phạm Hữu Giảng            |  |  | Chưởng hương Phạm Hữu Nghiễm     | Chưởng hương Phạm Hữu Nghiễm     | Chưởng hương Phạm Hữu Nghiễm     | Chưởng hương Phạm Hữu Nghiễm     | Chưởng hương Phạm Hữu Nghiễm     | Chưởng hương Phạm Hữu Nghiễm     |  |  | Binh bộ Thượng thư Phạm Liệu | Binh bộ Thượng thư Phạm Liệu | Binh bộ Thượng thư Phạm Liệu | Binh bộ Thượng thư Phạm Liệu | Binh bộ Thượng thư Phạm Liệu | Binh bộ Thượng thư Phạm Liệu |  |  |  |  |  |  |  |  |  |  |  |  |  |  |  |  |  |  |  |  |  |  |  |  |
| Tư nghiệp Quốc Tử Giám Phạm Hữu Đức | Tư nghiệp Quốc Tử Giám Phạm Hữu Đức | Tư nghiệp Quốc Tử Giám Phạm Hữu Đức | Tư nghiệp Quốc Tử Giám Phạm Hữu Đức | Tư nghiệp Quốc Tử Giám Phạm Hữu Đức | Tư nghiệp Quốc Tử Giám Phạm Hữu Đức |  |  | Điển hương Phạm Hữu Giảng            | Điển hương Phạm Hữu Giảng            | Điển hương Phạm Hữu Giảng            | Điển hương Phạm Hữu Giảng            | Điển hương Phạm Hữu Giảng            | Điển hương Phạm Hữu Giảng            |  |  | Chưởng hương Phạm Hữu Nghiễm     | Chưởng hương Phạm Hữu Nghiễm     | Chưởng hương Phạm Hữu Nghiễm     | Chưởng hương Phạm Hữu Nghiễm     | Chưởng hương Phạm Hữu Nghiễm     | Chưởng hương Phạm Hữu Nghiễm     |  |  | Binh bộ Thượng thư Phạm Liệu | Binh bộ Thượng thư Phạm Liệu | Binh bộ Thượng thư Phạm Liệu | Binh bộ Thượng thư Phạm Liệu | Binh bộ Thượng thư Phạm Liệu | Binh bộ Thượng thư Phạm Liệu |  |  |  |  |  |  |  |  |  |  |  |  |  |  |  |  |  |  |  |  |  |  |  |  |
|                                     |                                     |                                     |                                     |                                     |                                     |  |  |                                      |                                      |                                      |                                      |                                      |                                      |  |  |                                  |                                  |                                  |                                  |                                  |                                  |  |  | Phạm Hầu                     |                              |                              |                              |                              |                              |  |  |  |  |  |  |  |  |  |  |  |  |  |  |  |  |  |  |  |  |  |  |  |  |